# Mănăstirea Polovragi

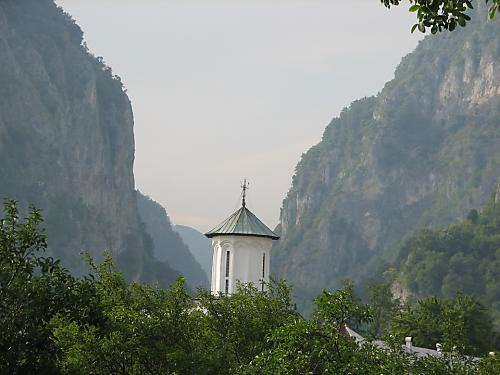
Mănăstirea Polovragi.

Mănăstirea Polovragi este o mănăstire de maici cu hramul Adormirea Maicii Domnului, monument arhitectonic din Țara Românească de secol al XVII-lea. Este clasată ca monument istoric cu cod LMI GJ-II-a-A-09356.

## Amplasare
Complexul mănăstiresc Polovragi este amplasat la poalele muntelui Piatra Polovragilor în apropierea Cheilor Oltețului, la marginea localității Polovragi din județul Gorj. Este aproape de Peștera Polovragi, pe care a și administrat-o timp de 300 de ani.

## Arhitectură
Manastirea este construită în stilul bizantin.

## Istoric
Mănăstirea Polovragi are o vechime de 500 de ani (1505), ctitori de început ai acestui lăcaș sunt Radu si Pătru, fiii lui Danciul Zamona, menționați intr-un hrisov emis la 18 ianuarie 1480 de voievodul Basarab cel Tânăr (1477-1481). Timp de peste un secol si jumătate, documentele nu mai pomenesc nimic despre acest sfânt lăcas, pentru ca în anul 1645, satul Polovragi să fie în stăpânirea lui Danciu Pârâianu, fiul lui Hamza. Danciu Pârâianu a zidit biserica pe vechile temelii, asa cum se proceda frecvent în epocă, păstrând partea cea bună a acestora. După Danciul Pârâianu și înaintașii acestuia, Constantin Brâncoveanu poate fi socotit, al treilea ctitor al Mănăstirii Polovragi. Pictura bisericii este deosebit de valoroasă atât în ceea ce privește iconografia cât și execuția tehnică. Ea a fost executată în anul 1713 de Constantin Zugravul. De o parte și de alta a intrării în pridvor se pot admira cele două reprezentări, iconografice, unice în România ale mănăstirilor românești închinate la Sfântul Munte Athos. Chiliile și celelalte încăperi ale mănăstirii sunt orânduite în jurul bisericii pe laturile de est, sud și vest, formând alături de zidul de incintă de pe latura de nord o adevărată cetate de apărare. Intrarea în incintă se realizează pe latura de sud printr-o poartă masivă deasupra căreia se înalță clopotnița ridicată în epoca lui Constantin Brâncoveanu.
Printr-o poartă din zidul nordic al incintei mănăstirii se pătrunde în cea de-a doua incintă unde se află bolnița Sf.Nicolae, ctitorie a egumenului Lavrentie, la 1732, fiind pictată la 1738 de Gheorghe și Ion - zugravi.

## Galerie de imagini

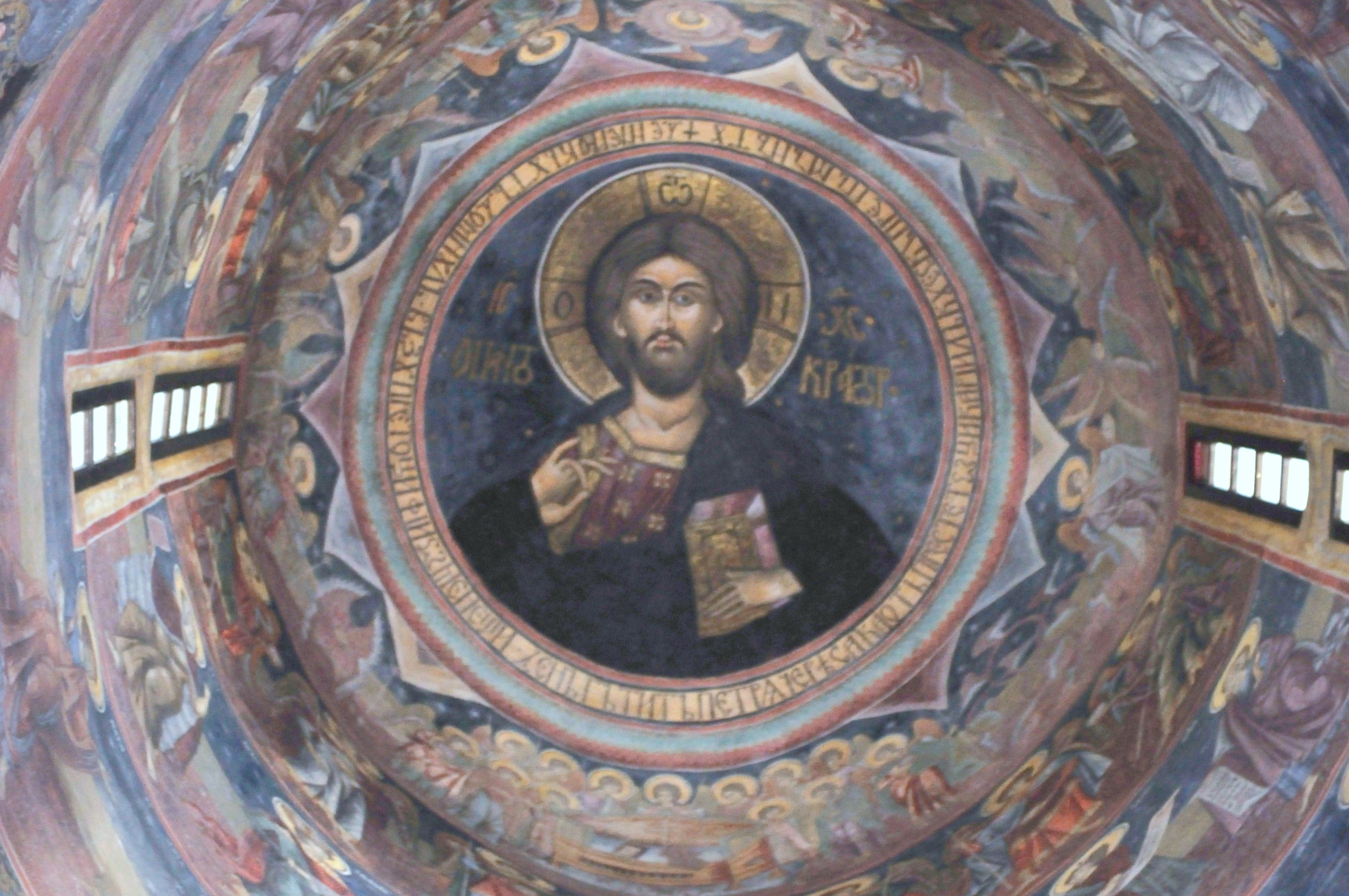
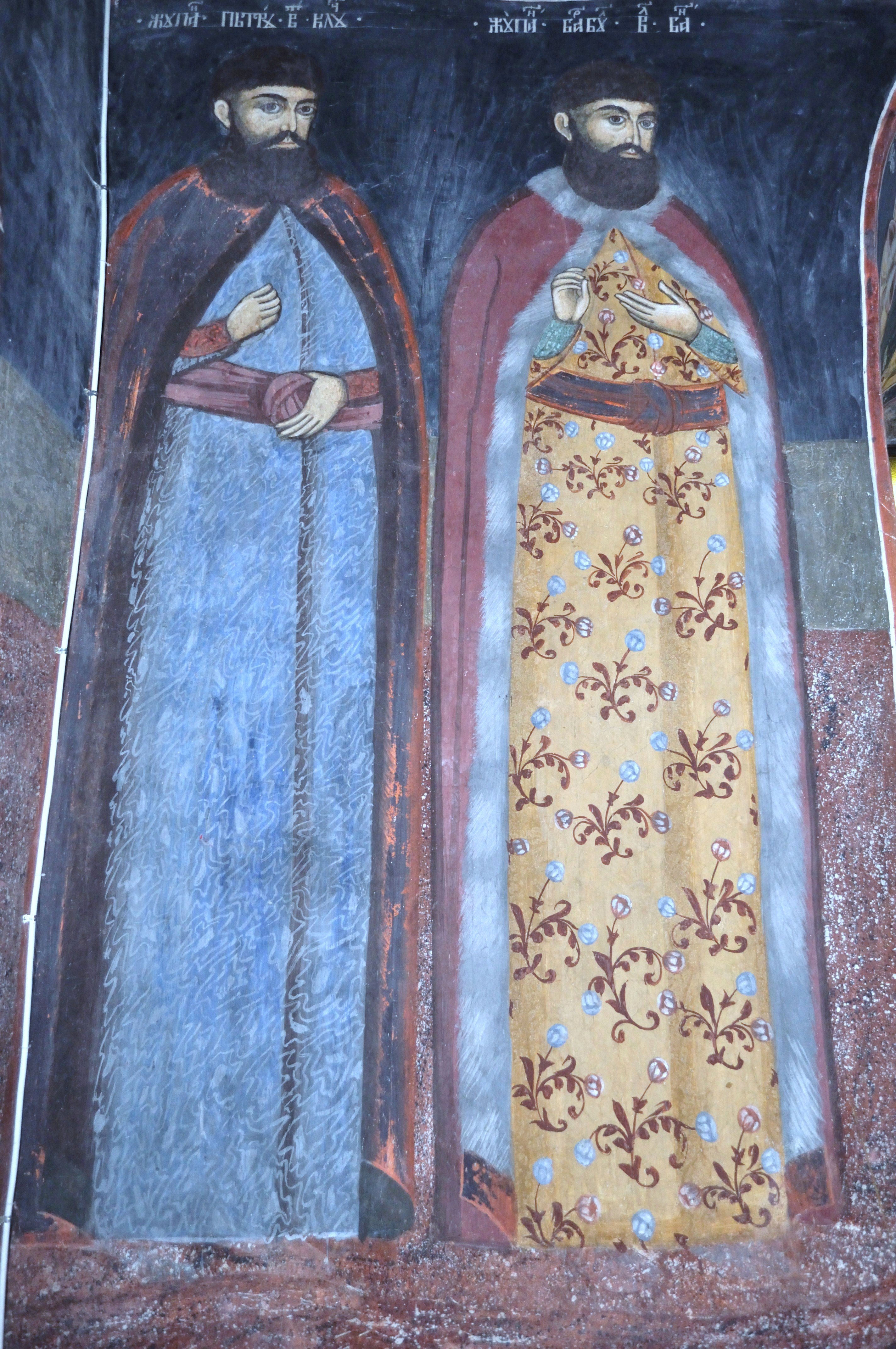
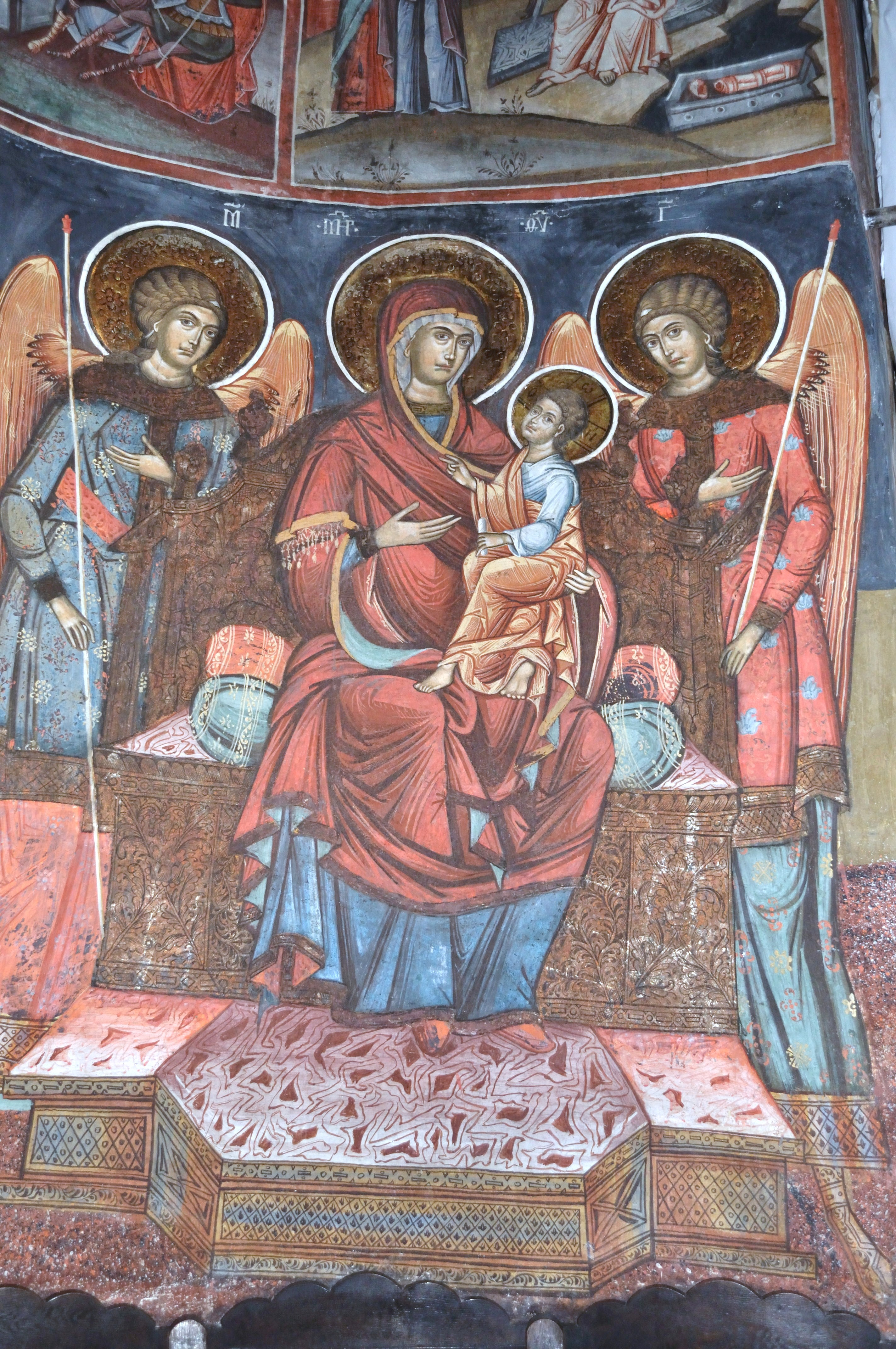
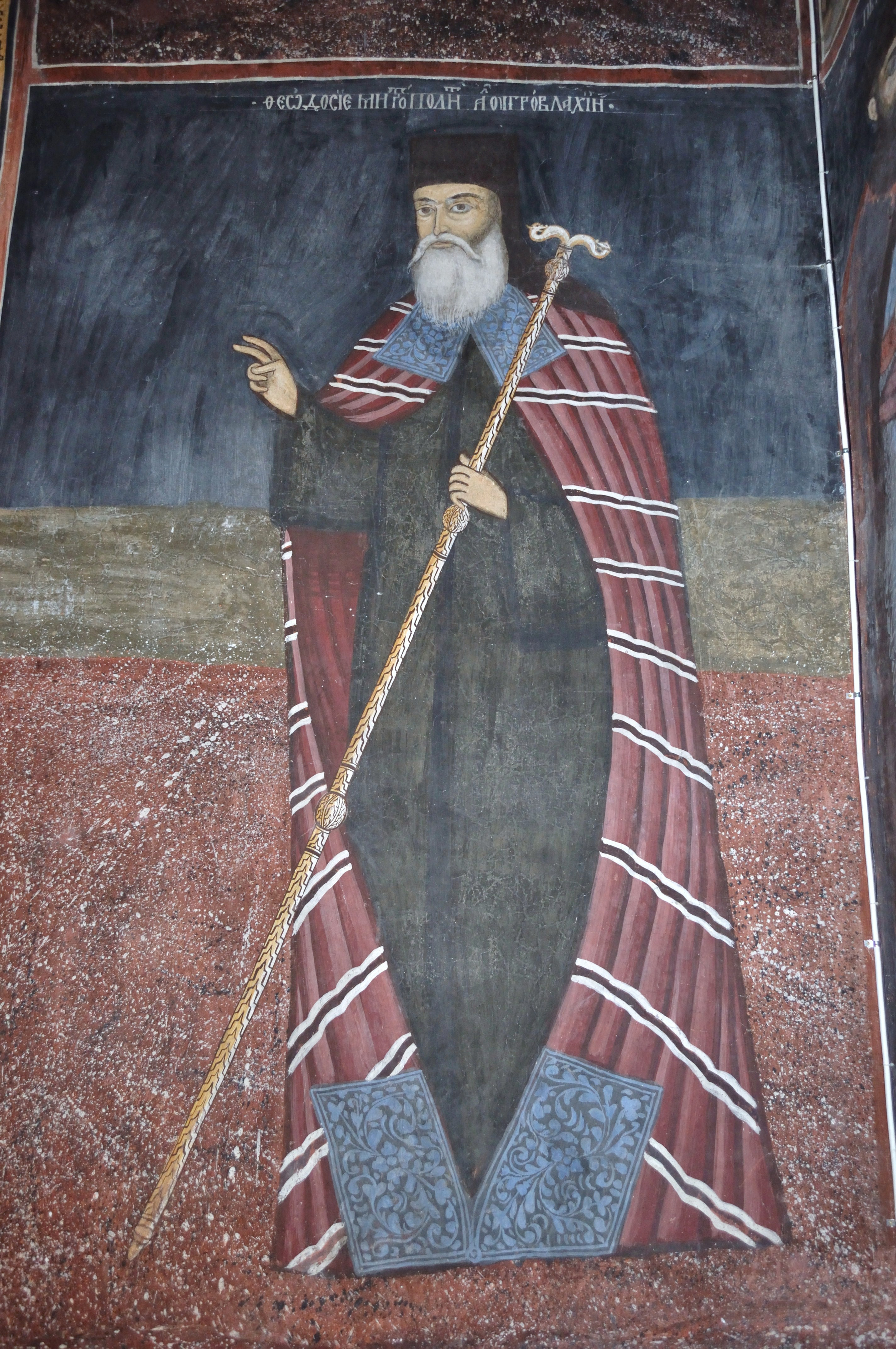
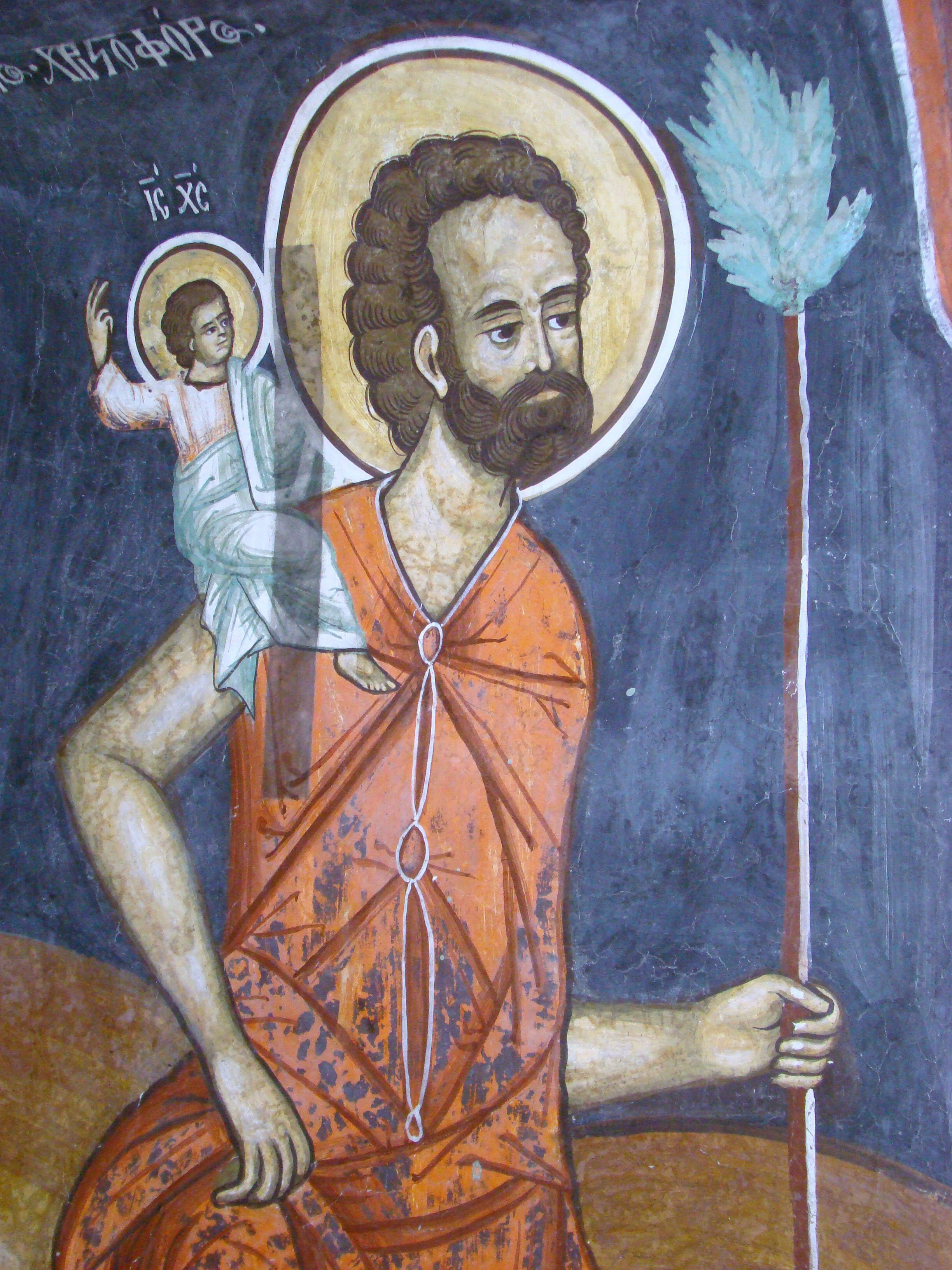
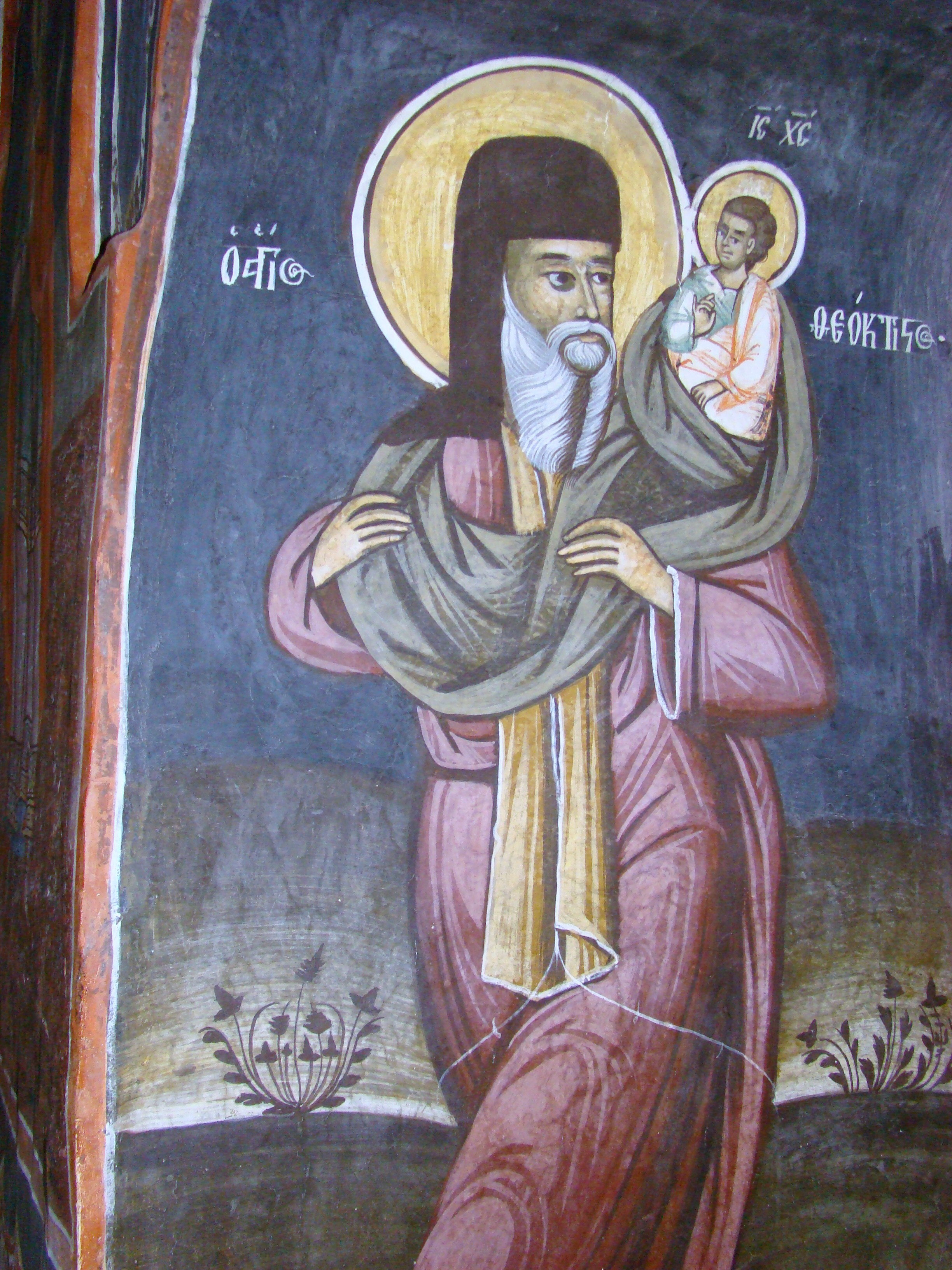
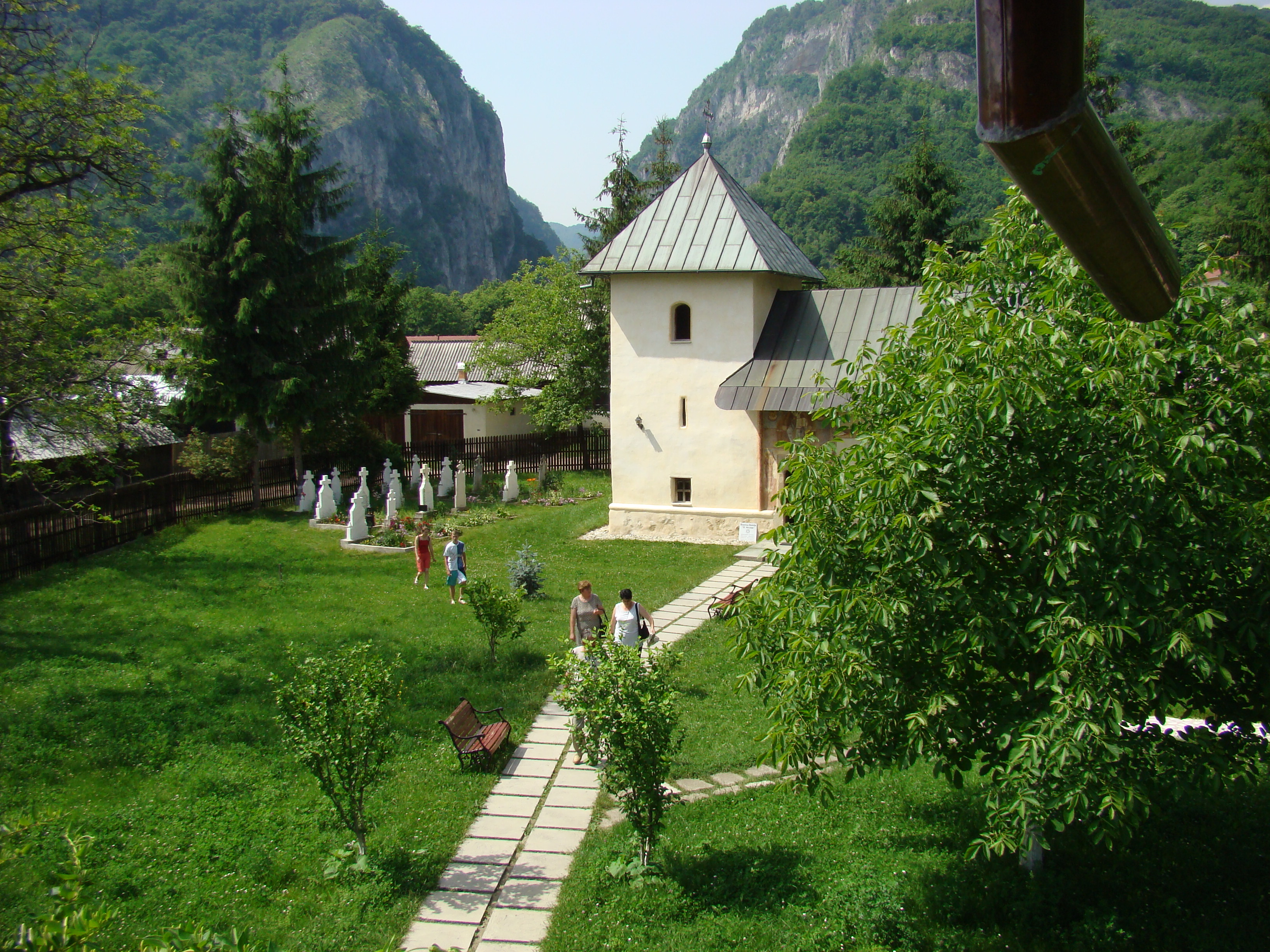
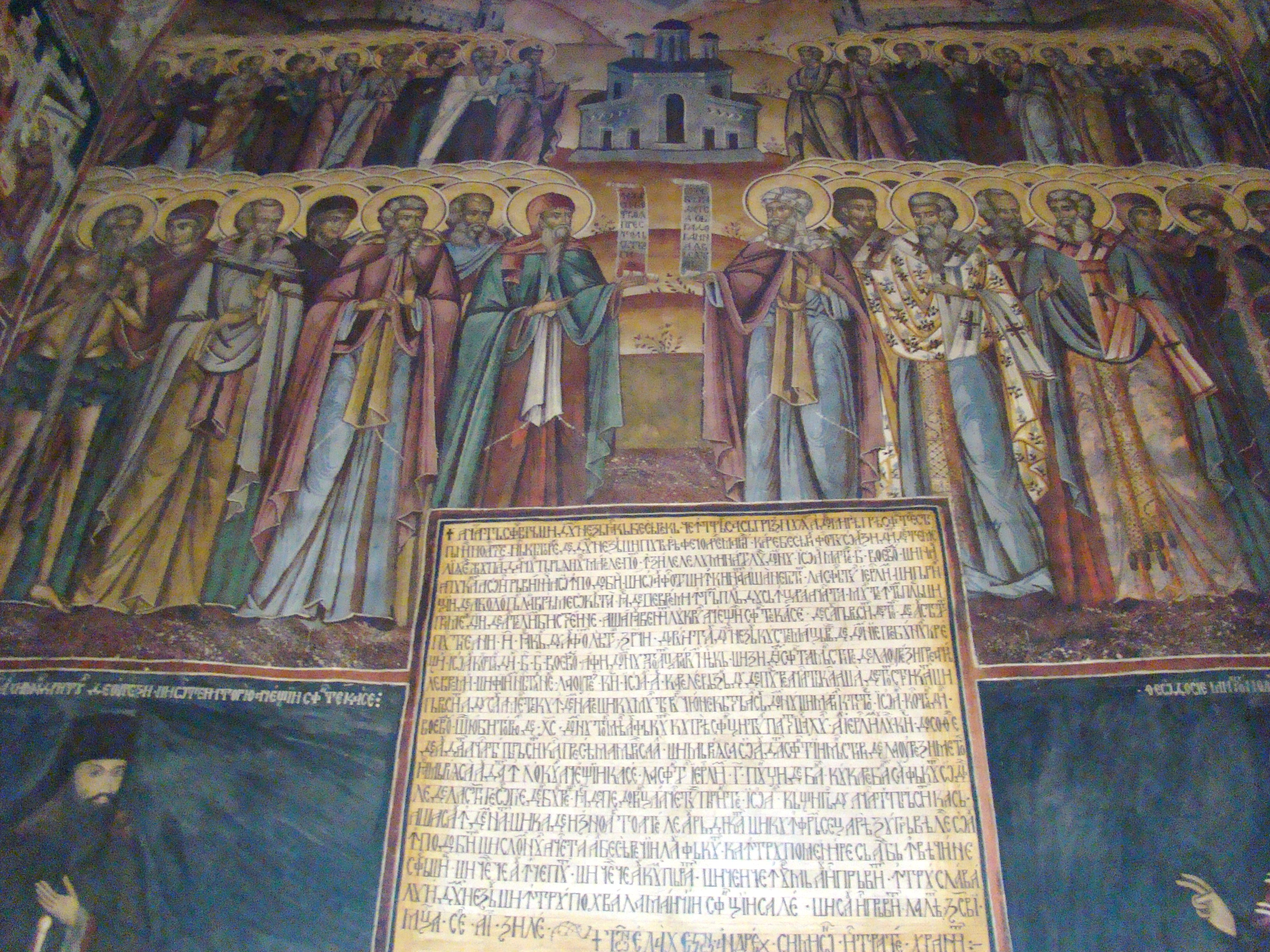
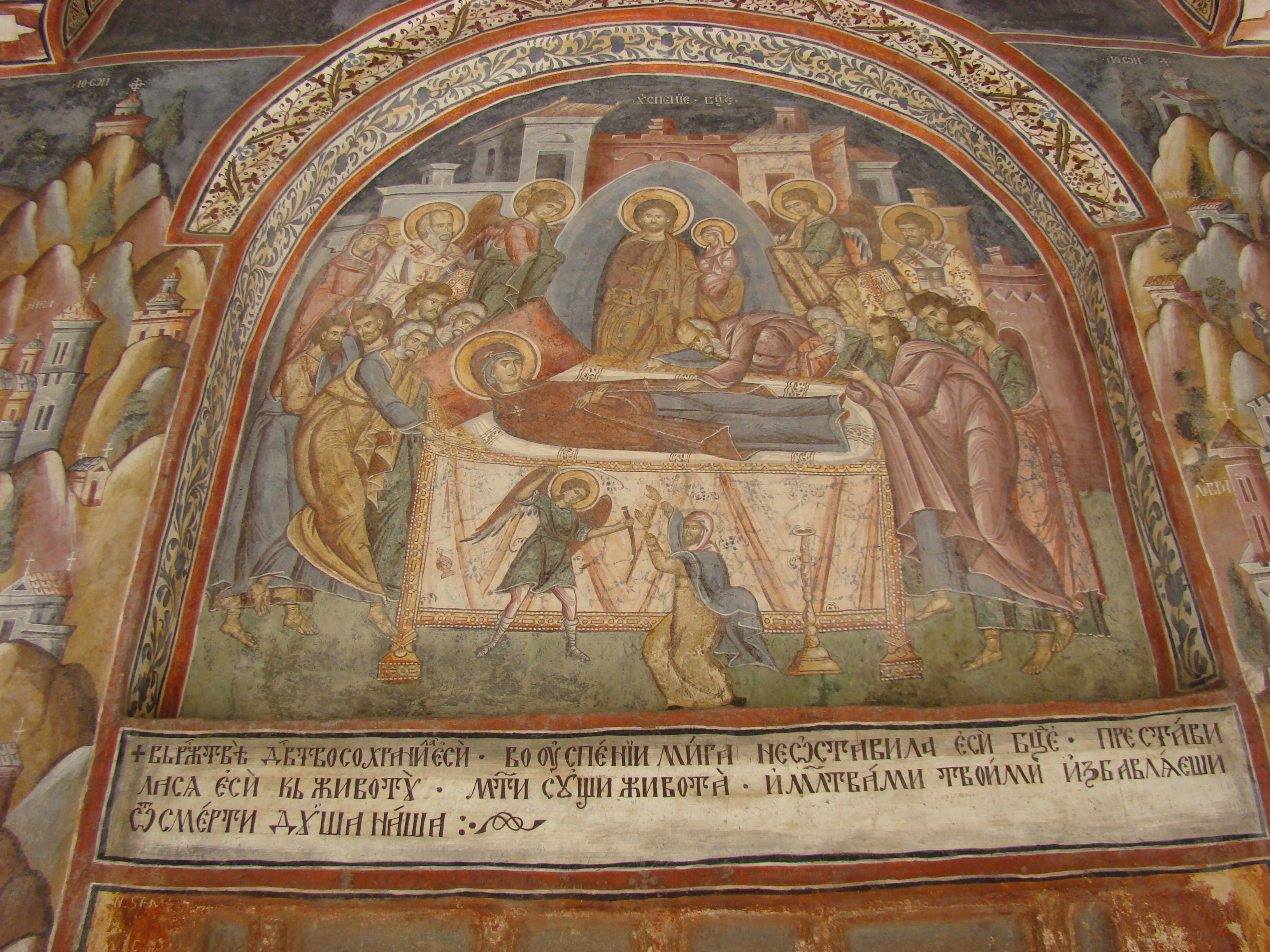
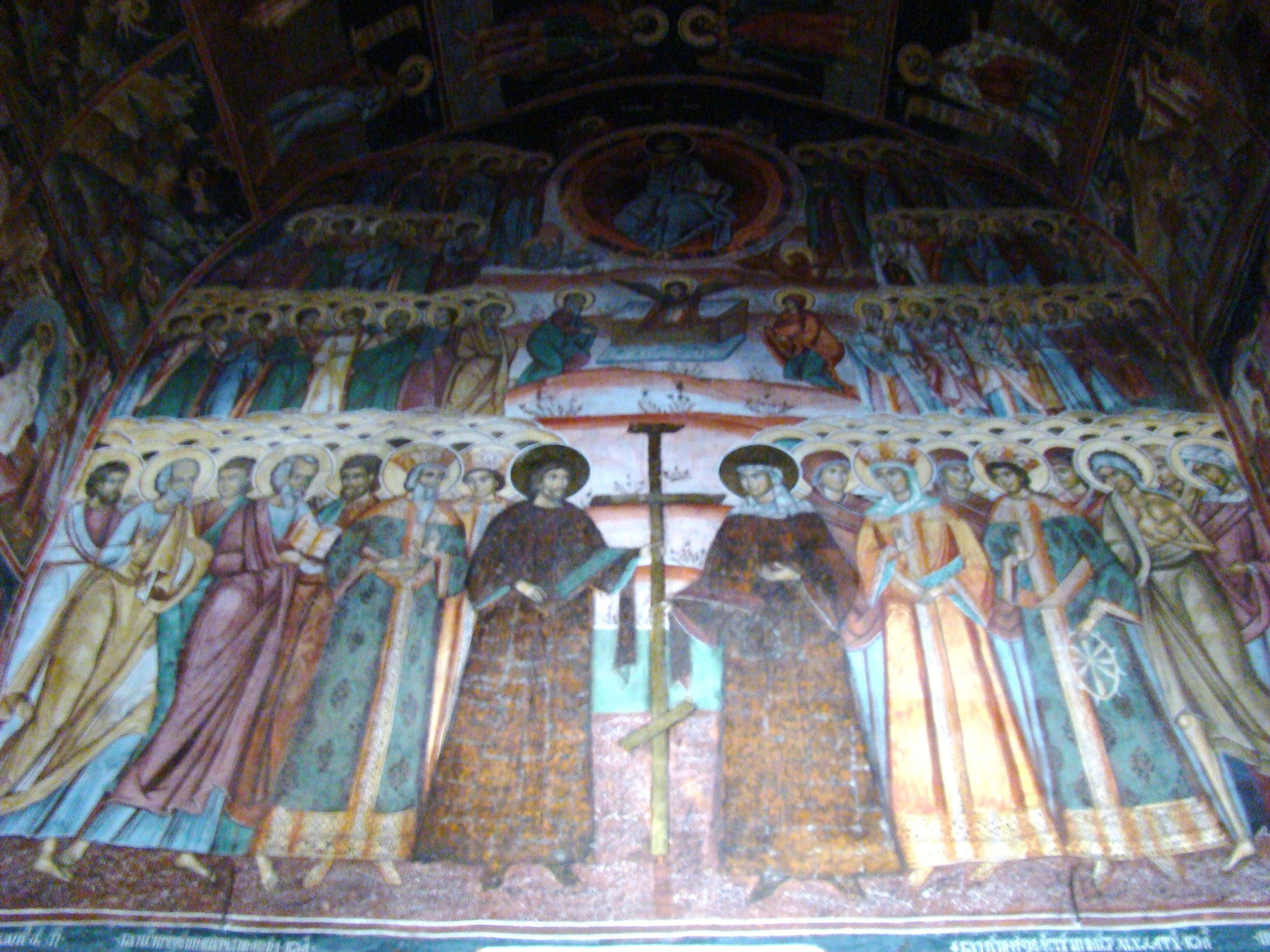